# Kwadrupolowa pułapka jonowa
W fizyce eksperymentalnej kwadrupolowa pułapka jonowa (Quadrupole Ion Trap lub QUISTOR – od Quadrupol Ion Storage) – rodzaj pułapki jonowej wykorzystującej dynamiczne pola elektryczne do uwięzienia/zatrzymania naładowanych cząstek w celu zbadania ich specyfiki. Nazywane są także pułapkami radiowymi (RF) lub pułapkami Paula, na cześć Wolfganga Paula, który wynalazł i opracował to urządzenie (za pracę nad pułapkami jonowymi współ-otrzymał Nagrodę Nobla w dziedzinie fizyki w 1989 roku). Pułapka ta jest wykorzystywana jako element spektrometru mas lub komputera kwantowego opartego na technologii spułapkowanych jonów.

## Opis ogólny

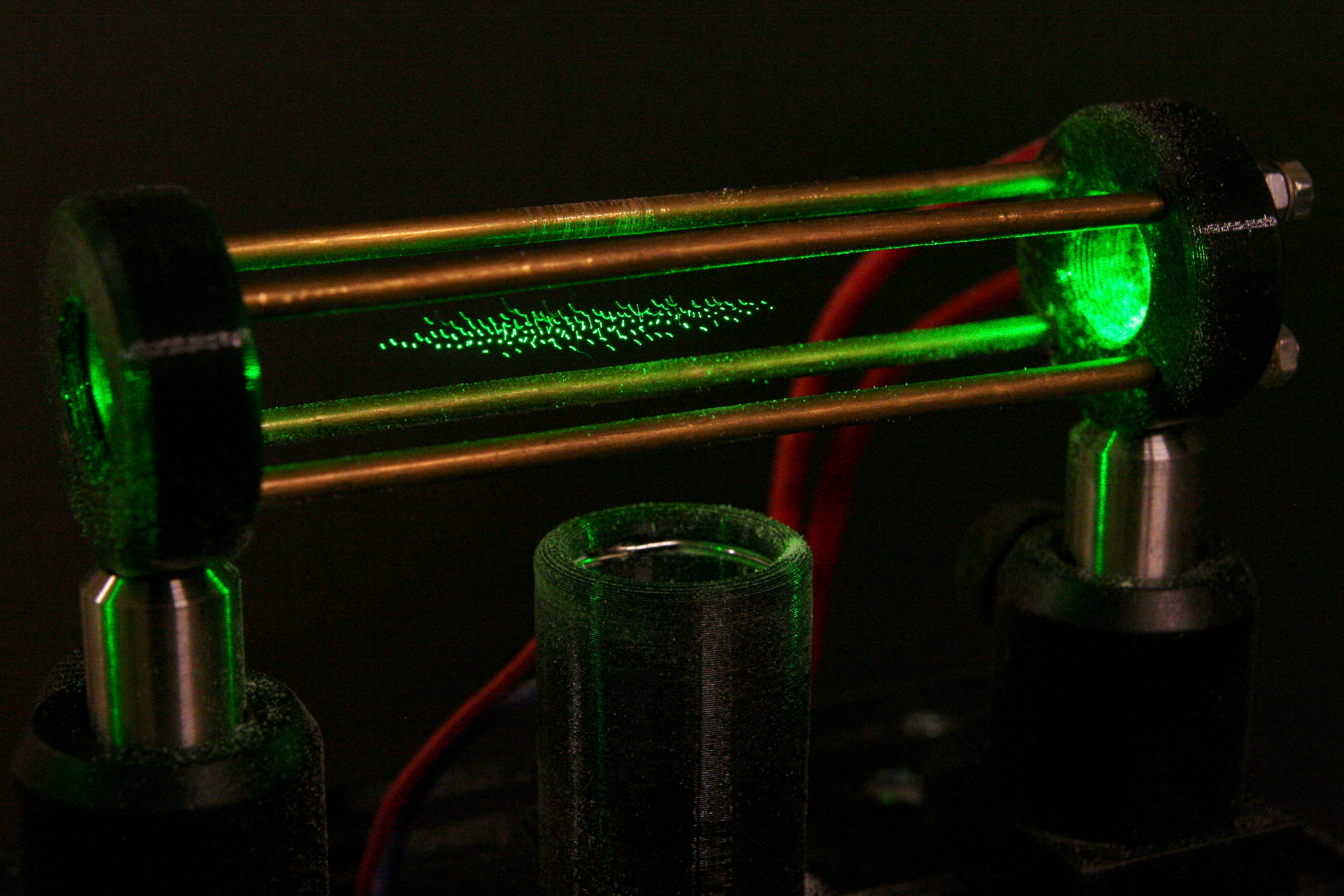
Naładowane ziarna mąki schwytane w kwadrupolowej pułapce liniowej Paula

Chcąc złapać naładowaną cząstkę, taka jak np. jon atomowy lub molekularny, poddaje się ją działaniu siły  pola elektrycznego. Nie jest możliwe wykreowanie i użycie statycznej konfiguracji pól elektrycznych, która zatrzymałaby ową naładowaną cząstkę we wszystkich trzech kierunkach (to ograniczenie znane jest jako twierdzenie Earnshawa). Możliwe jest jednak stworzenie uśrednionej siły limitującej we wszystkich trzech kierunkach za pomocą pól elektrycznych zmiennych, a konkretniej oscylujących – zmieniających się w czasie. Aby to osiągnąć, kierunki limitujące i nielimitujące są przełączane z prędkością większą niż czas potrzebny cząstce na ucieczkę z pułapki. Pułapki te nazywane są także „pułapkami radiowymi”, ponieważ częstotliwość przełączania często znajduje się w częstotliwości radiowej.
Kwadrupol jest najprostszą geometrią pola elektrycznego stosowaną w takich pułapkach, chociaż możliwe są bardziej skomplikowane geometrie w urządzeniach specjalistycznych. Pola elektryczne są generowane przez potencjały elektryczne na metalowych elektrodach. Czysty kwadrupol jest kreowany przy użyciu elektrod hiperbolicznych, choć często stosuje się elektrody cylindryczne ze względu na łatwość produkcji. Istnieją także mikrofabrykowane pułapki jonowe, w których elektrody są ulokowane w jednej płaszczyźnie, a region pułapkowania lokuje się nad tą płaszczyzną.